# Даніель Романовський
Даніель Романовський (лит. Daniel Romanovskij; 19 червня 1996, Вільнюс, Литва) — литовський футболіст, півзахисник «ФА Шяуляй» і збірної Литви.

## Біографія

### Клубна кар'єра
Дорослу кар'єру розпочав у 2012 році в фарм-клубі «Жальгіріса». За основний склад команди дебютував 9 листопада 2014 року в матчі 34 туру чемпіонату Литви проти «Дайнави», вийшовши на заміну на 65-й хвилині.
Наприкінці 2016 — початку 2017 року виступав в оренді за інші клуби Вищої ліги «Утеніс» і «Стумбрас».
Влітку 2018 року підписав контракт з сербським клубом «Земун», де відіграв до кінця року 6 матчів і забив один гол. Старт сезону був успішним у Сербії, але після зміни тренерів він навіть не проходив у заявку команди.. В результаті 26 лютого 2019 року повернувся до Литви і підписав угоду з клубом «Кауно Жальгіріс», де провів наступний сезон.
На початку 2020 року підписав дворічний контракт із «Олімпіком» (Донецьк).

### Кар'єра в збірній
Виступав за збірну Литви у всіх вікових категоріях, починаючи з команди до 17 років.
24 березня 2018 року дебютував за основну збірну в товариському матчі зі збірної Грузії, в якому вийшов на заміну на 81-й хвилині замість Федора Чорних.

## Досягнення
- Чемпіон Литви: 2014, 2015
- Володар Кубка Литви: 2014, 2015
- Володар Суперкубка Литви: 2016